# Technicentre du Landy
Le Technicentre du Landy, aussi appelé Le Landy, est un Technicentre de la Société nationale des chemins de fer français (SNCF) qui assure la maintenance de tous les trains au départ de la gare de Paris-Nord, hors Transilien. Il entretient le matériel roulant 7j/7 et 24h/24 pour le compte des exploitants, depuis 1878.

## Situation
Situé sur le territoire de Saint-Denis, à l'angle de la rue Pleyel et de la rue du Landy, le Technicentre s’étend sur 30 hectares de superficie et comprend près de 27 km de voies ferrées. Il se situe à seulement 2 km de la gare de Paris-Nord et près du siège de la SNCF. Il emploie 850 agents de la SNCF et plus d’une centaine de salariés issus d’entreprises extérieures (sûreté, nettoyage…).

## Historique

### Chantier de petit entretien du Landy et annexe des wagons-lits
D'une superficie de 7 hectares, le chantier de petit entretien du Landy et l’annexe des wagons-lits sont créés en 1878. Le Landy appartient à l’époque à la Compagnie du Nord. Il intègre la SNCF en 1937.
En 1989, des travaux de réaménagement sont entrepris visant à accueillir de nouvelles installations nécessaires à la maintenance des rames TGV. La première pierre du Technicentre est posée en 1990. Toutefois, une stèle blanche à la mémoire des victimes de la Seconde Guerre mondiale est conservée à l'entrée de l'établissement, côté Pleyel.

### Arrivée des TGV
L’organisation du Technicentre s’est développée dans les années 1990 pour accueillir la maintenance des TGV : SNCF Voyages en 1993, Eurostar en 1994 et Thalys en 1996. Cela a nécessité la création de nouveaux services tels que le mouvement pour la gestion prévisionnelle des parcs et les déplacements de rames, la logistique pour l’approvisionnement des pièces ou encore l’ingénierie de maintenance pour l’élaboration des règles de maintenance et leurs évolutions.

## Matériel
Côté production, Le Landy réalise un chiffre d’affaires de 110 millions d’euros et remplace plus de 55 000 pièces par an. Le matériel entretenu circule sur un périmètre régional avec TER Hauts-de-France, national avec SNCF Voyages et international avec Eurostar et Thalys. Le Technicentre du Landy effectue également la maintenance de la rame Iris 320 « Vigirail » .
Le site est divisé en trois parties : le Landy centre, où s’effectue la maintenance périodique prévue dans le plan de transport, de tous types de rames, le Landy sud où s’effectuent des opérations de moins de 4 h sur les rames grande vitesse  et le Landy Pleyel pour la maintenance des rames de proximité desservant les Hauts-de-France.

### Liste du matériel entretenu par destination

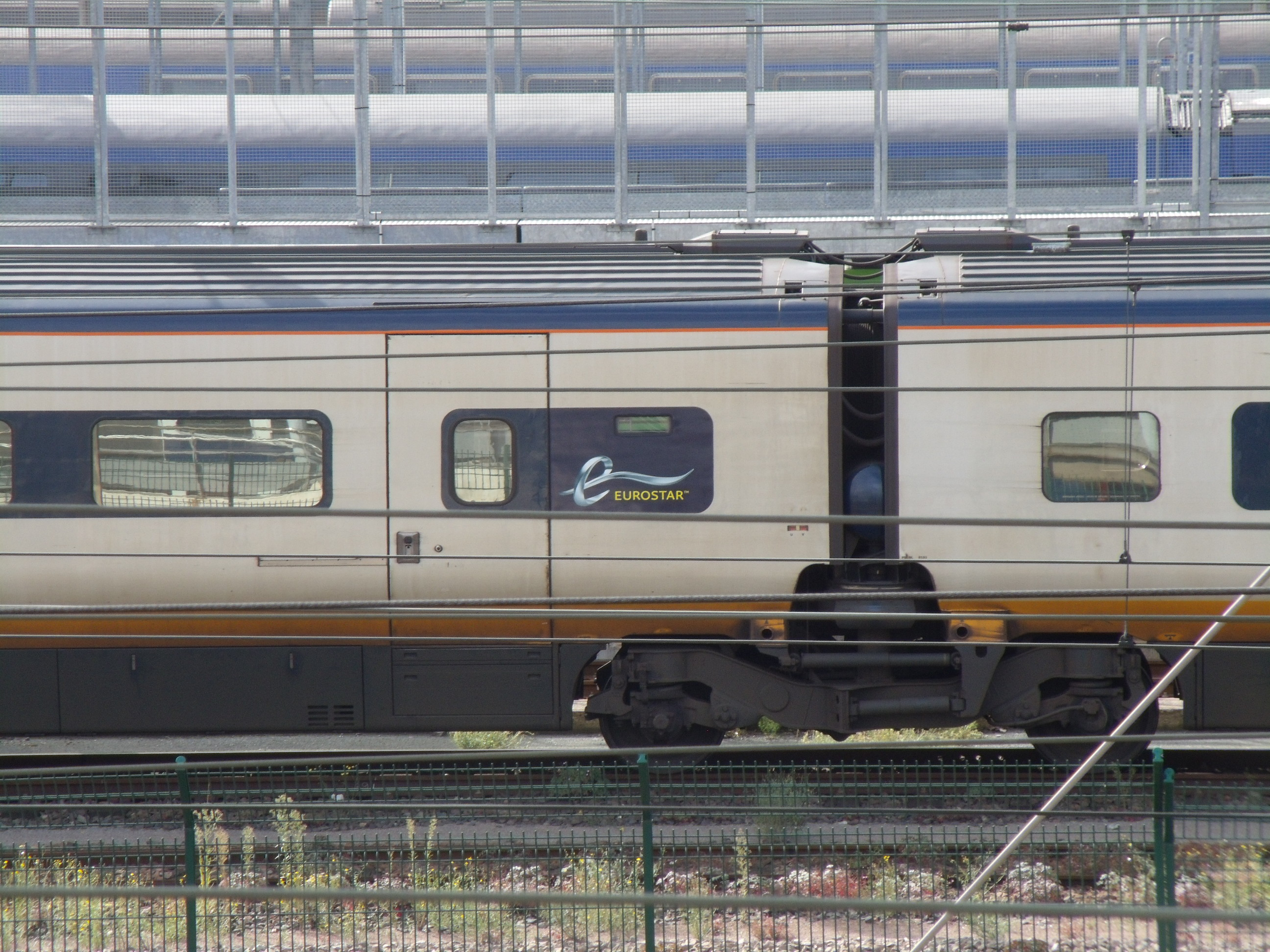
Aperçu d'une rame Eurostar (de type TGV TMST), stationnée au technicentre.

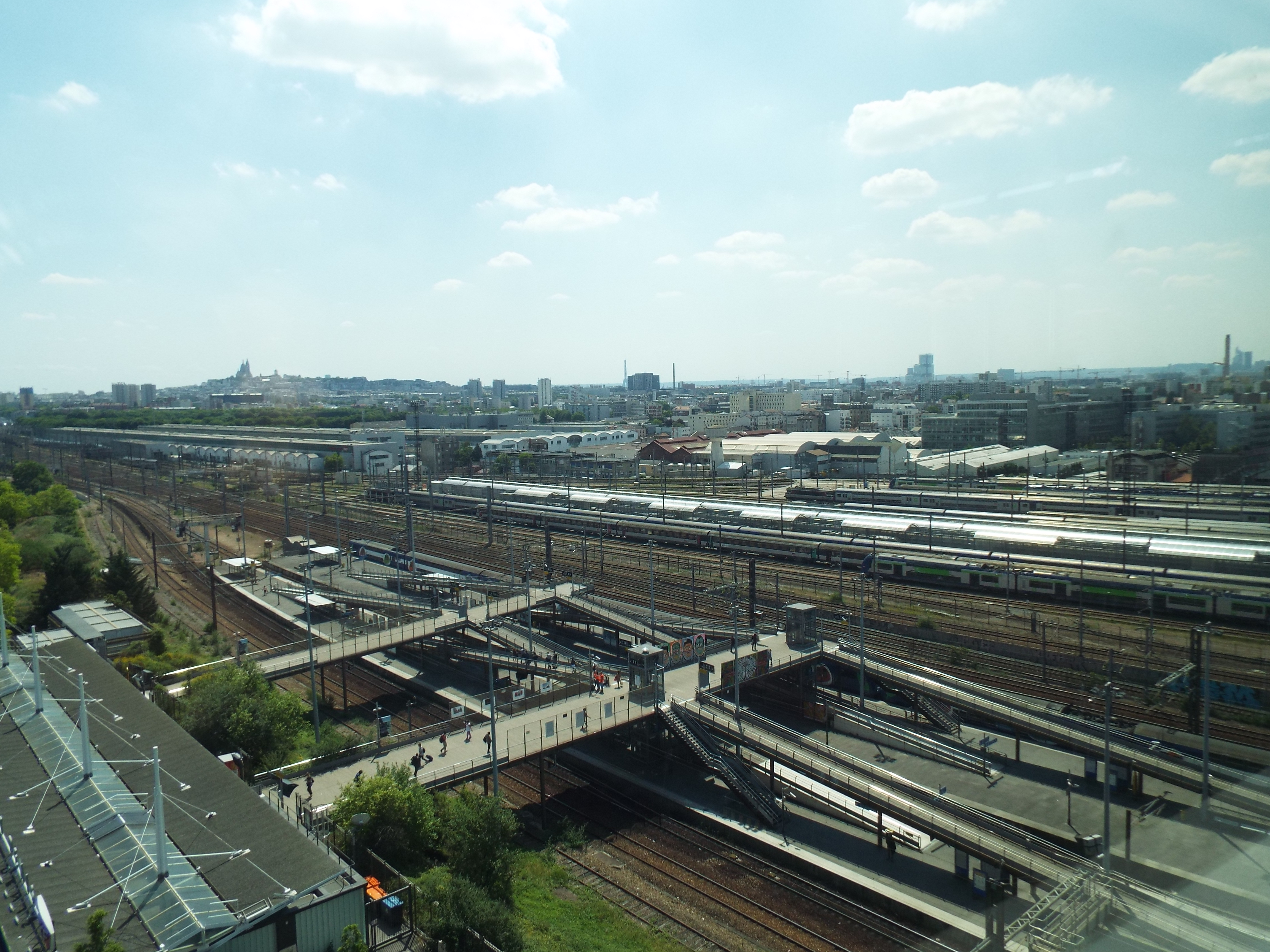
Le technicentre, vu depuis le siège de la SNCF. Au premier plan, la gare du Stade de France - Saint-Denis.

#### International
- Eurostar (services transmanches) : TGV TMST, Velaro Eurostar e320
- Eurostar (ex-Thalys) : TGV PBA et PBKA

#### National
- SNCF Voyageurs : TGV Réseau, TGV POS, TGV Duplex (dont des rames Dasye « Haute-Densité », utilisées par Ouigo)
- SNCF Réseau : TGV IRIS 320

#### Régional
- TER Hauts-de-France : TER 2N NG, V2N, Régiolis, Regio 2N